# جزيرة النور الشارقة

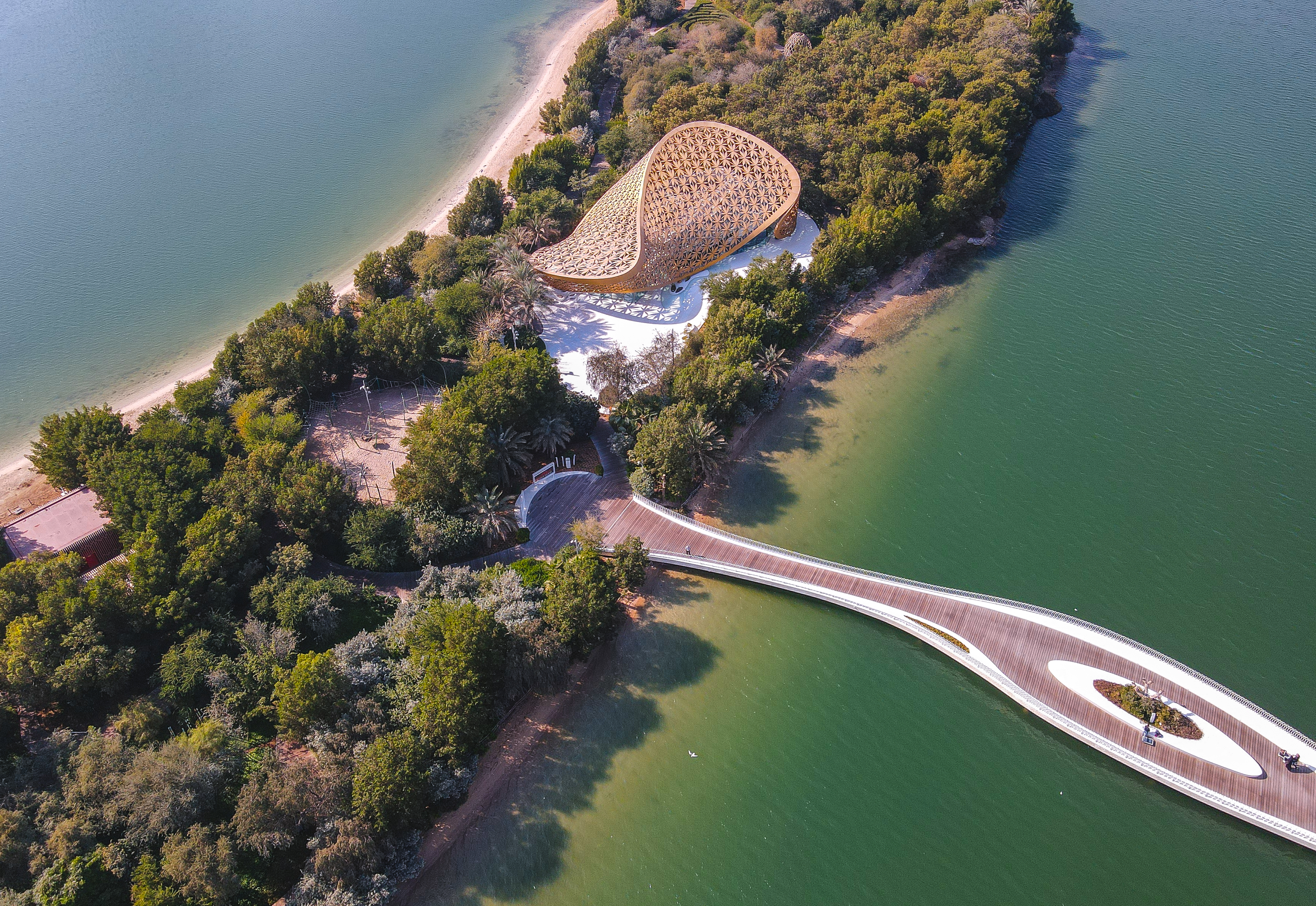
جزيرة النور من الأعلى

جزيرة النور الشارقة جزيرة تقع وسط الشارقة في الإمارات العربية المتحدة.

## عن الجزيرة
تقع جزيرة النور على كورنيش بحيرة خالد في وسط منطقة الشارقة ويمكن الوصول إليها عبر الجسر خلف مسجد النور ، حيث تمتد على مساحة 45470 متراً مربعاً و صممت بشكل حديث ليتناسب مع أذواق جميع العامة المارين بالجزيرة منهم الكبار والأطفال و يمنحهم الهدوء والسكينة . بلغت تكلفة جزيرة النور 80 مليون درهم إماراتي و أصبحت من أهم الوجهات السياحية والترفيهية في منطقة الشارقة . عند دخول الزوار سيمشون عبر الجسر الكبير الذي تبلغ مساحته 3,500 متر مربع متوجهين إلى الجزيرة حيث سيكون بيت الفراشات و أيضا في طريقهم إلى بقية الجزيرة ستكون هناك بعض التماثيل الفنية المحفورة باتقان ، و حرصت جزيرة النور على توفير الطعام أيضا للزوار في «نور كافيه» المتواجد في وسط الجزيرة. 

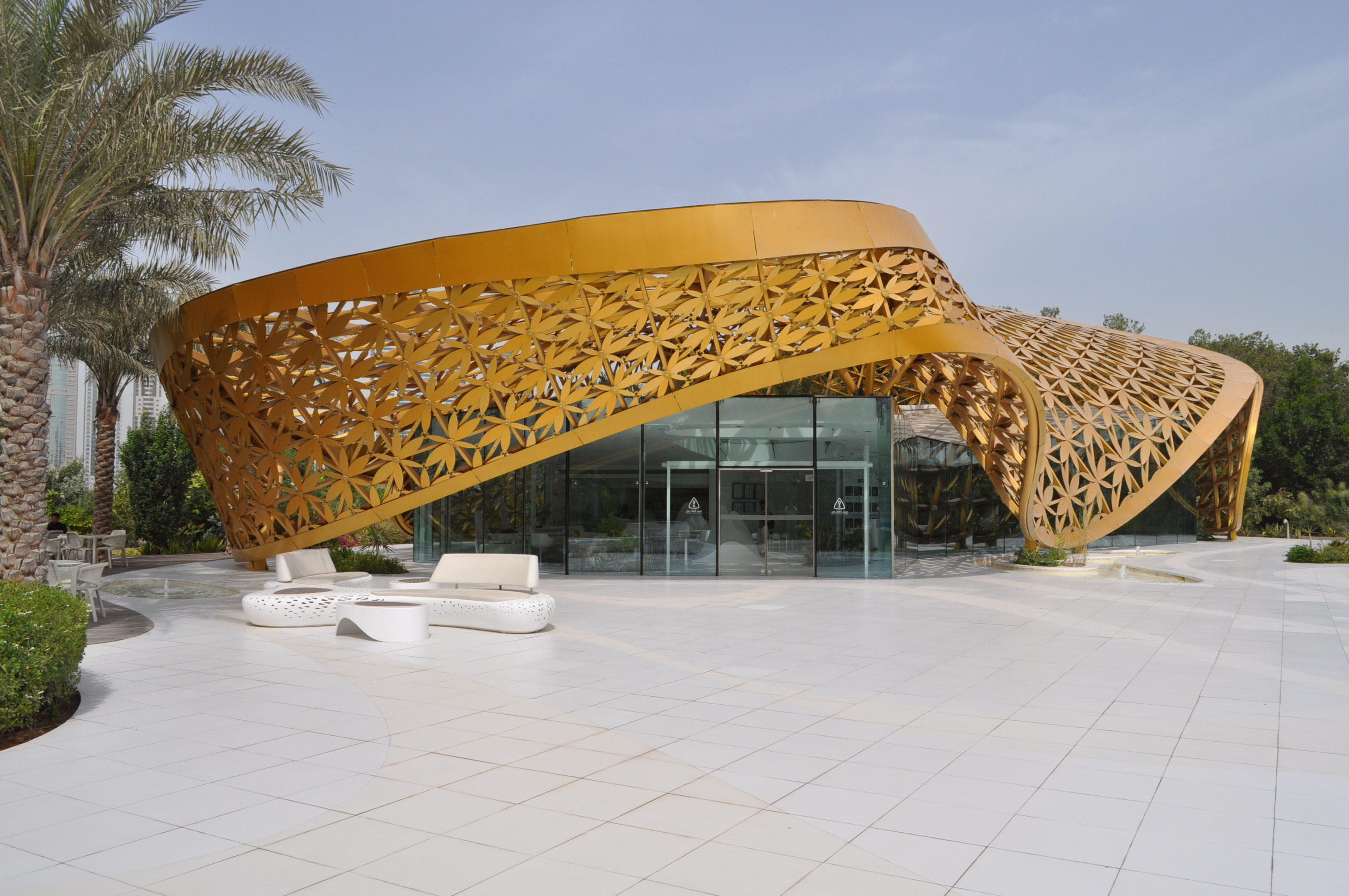
بيت الفراشات

بيت الفراشات مصمم بشكل يجذب الزوار حيث غطى سطحه بالزخارف و جدرانه الخضراء المغطاة بالنباتات المتسلّقة تعتبر حيوية وملفتة للأنظار رغم كبر مساحة المكان . مساحة هذا البيت 230 متر مربع و يجمع هذا البيت حوالي 500 فراشة مختلفة النوع و من جميع الفصائل النادرة المستوردة من شرق آسيا من أبرزها فراشة «داناوس كرايسيبوس» المعروفة أيضاً باسم «الملك الإفريقي»، وفراشة «دولاشايلا بيسالتايد» الشبيهة بورق الخريف، و«باشلايوبدا اريستولوكيا» المنتشرة في جنوب شرق آسيا، وتتميّز ببهاء ألوانها وتسمى ب«فراشة الورود».  

## المنحوتات الفنية

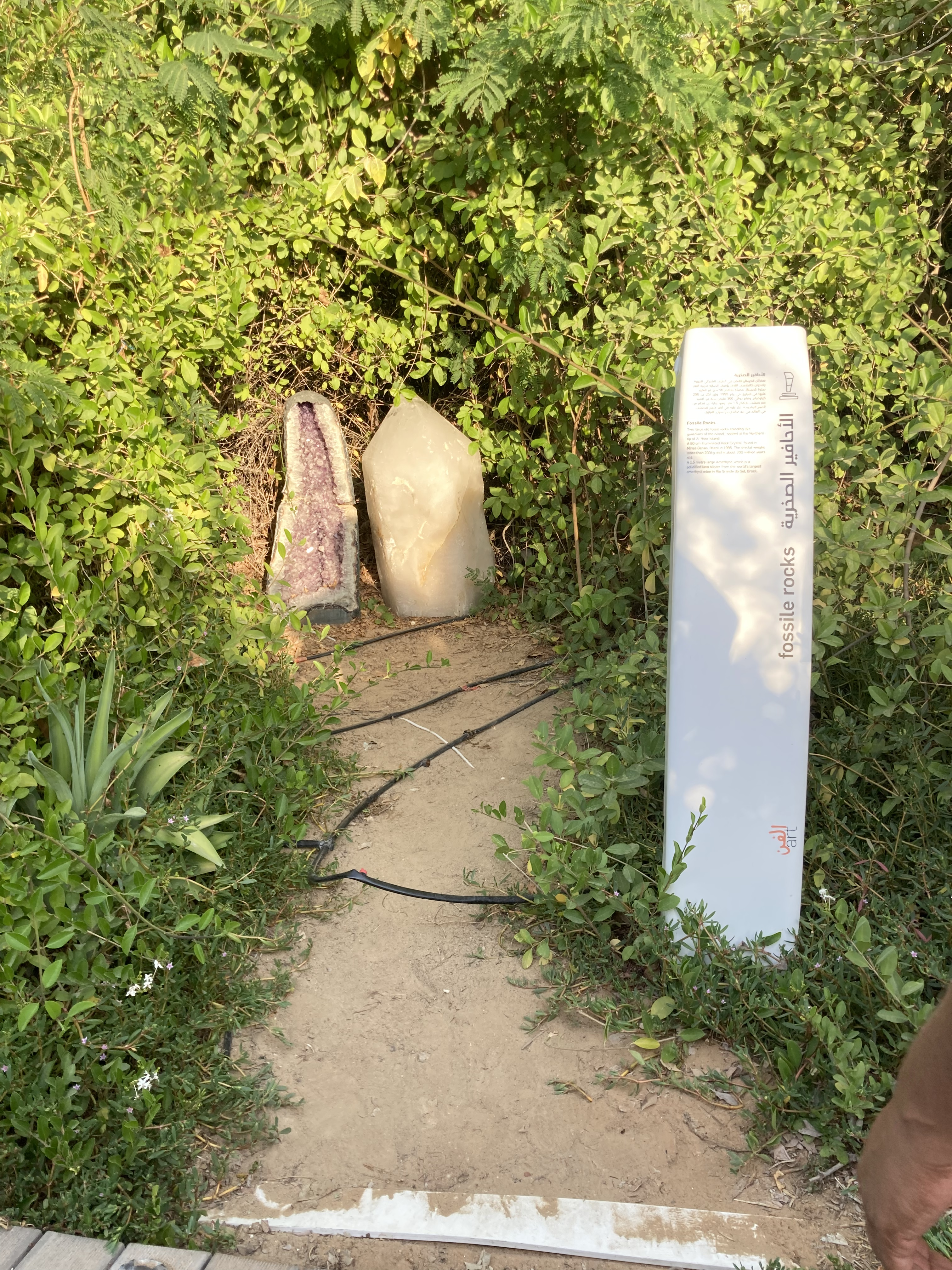
منحوتة صخور فوسل

وضعت جزيرة النور الكثير من المنحوتات المحفورة باتقان وبدقة في جميع أرجاء الجزيرة وتوفر للزوار فرصة التجول وتأمل هذه المنحوتات ، لكل من هذه التماثيل حكاية مختلفة ومنها منحوتة توروس والتي هي مرآة تلعب بنظر العين و تحاكي الضوء من كل الاتجاهات وتعتبر مكونة من الحديد . أيضا هناك منحوتة صخور فوسل والتي تتكون من 3 أنواع من الصخور المختلفة التي تأسر الأعين.

## ديوان الآداب و ملعب الأطفال
يعتبر هذا الديوان ملتقى ومجمع لكل الأدباء والمثقفين الذين يحبون المطالعة والتحدث عن الأدب ، وصمم على شكل زهرة بنفسجية بأسفلها العديد من الكراسي المريحة للزوار. بجانب هذا الديوان وفرت الجزيرة ملعب للأطفال لتوفير الترفيه اللازم لهم ويتحوي هذا الملعب علي مساحة كبيرة مغطاة بالرمل والأعشاب و الأشجار الكبيرة و أيضا أضيفت لهذه المنطقة الكثير من الألعاب الصغير
ة كألعاب التسلق والأرجوحة. 

## معرض الصور

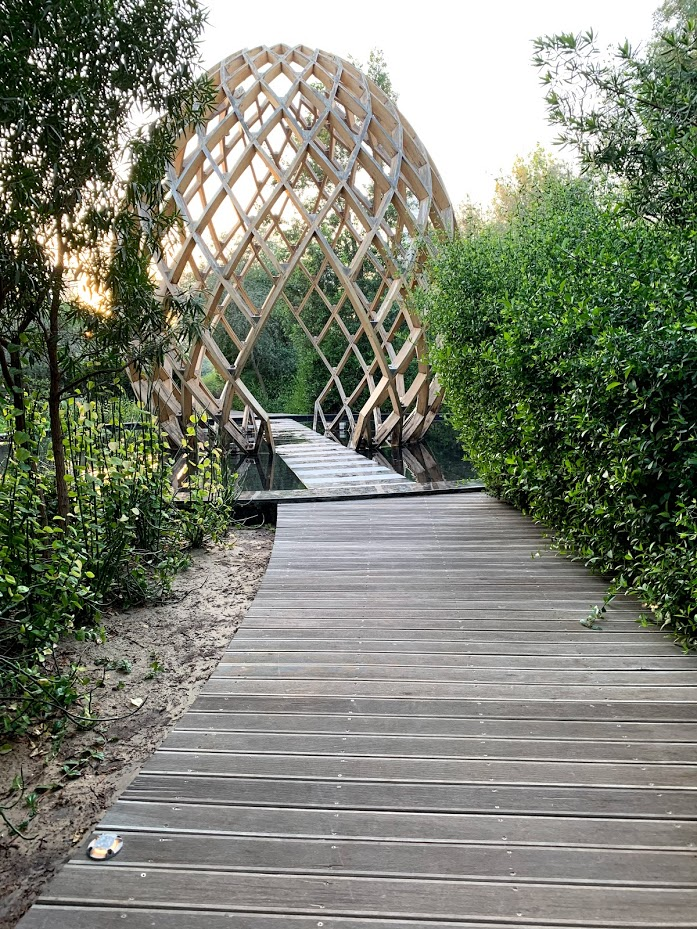

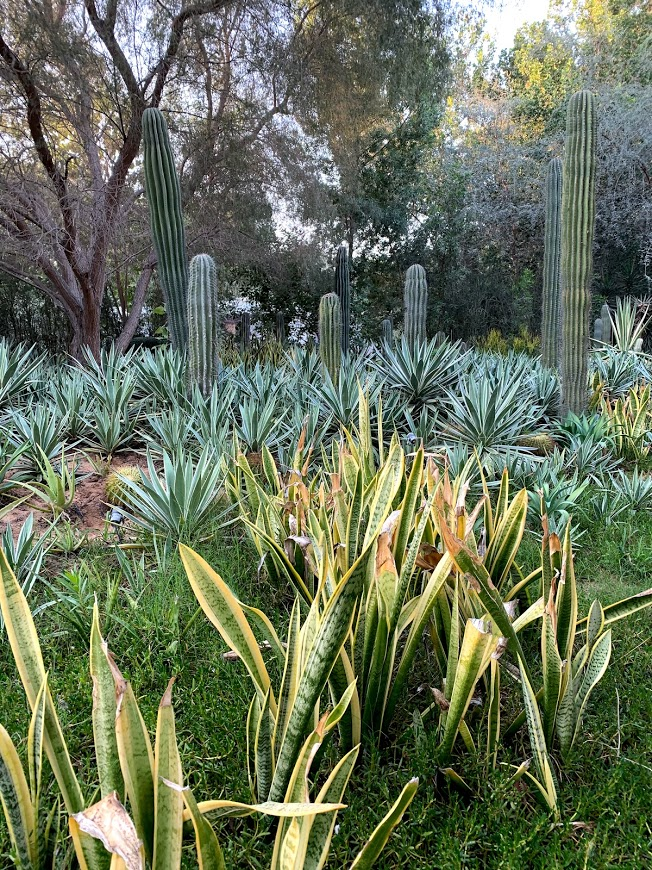

## مقهى نور
يتواجد مقهى نور في منتصف بيت الفراشات وتوفر الكثير من الوجبات الصغيرة والمشروبات الساخنة والأكلات البسيطة للأطفال و أيضا توفر لهم الكراسي المريحة التي تمكنهم من الجلوس لمدة طويلة بعد المشي في الجزيرة. وفي الليل، يصبح المنطقة قطعة فنية تشع بالأضواء المختلفة جاذبة جميع الزوار والفراشات لها.